# Гуарапуава (микрорегион)

Гуарапуава на карте.

Гуарапуава (порт. Microrregião de Guarapuava) — микрорегион в Бразилии. Входит в штат Парана. Составная часть мезорегиона Юго-центральная часть штата Парана. Население составляет 	378 086	 человек на 2010 год. Площадь — 	16 187,027	 км². Плотность населения — 	23,36	 чел./км².

## Демография
Согласно сведениям, собранным в ходе переписи 2010 г. Национальным институтом географии и статистики (IBGE), население микрорегиона составляет:						
| Полное население                             | Полное население                             | Полное население                             | Полное население                             | 378 086 |
| -------------------------------------------- | -------------------------------------------- | -------------------------------------------- | -------------------------------------------- | ------- |
| в том числе:                                 | Городское население                          | 262 610                                      | Процент городского населения, %              | 69,46   |
|                                              | Сельское население                           | 115 476                                      | Процент сельского населения, %               | 30,54   |
|                                              | Мужское население                            | 188 218                                      | Процент мужского населения, %                | 49,78   |
|                                              | Женское население                            | 189 868                                      | Процент женского населения, %                | 50,22   |
| Плотность населения, чел/км²                 | Плотность населения, чел/км²                 | Плотность населения, чел/км²                 | Плотность населения, чел/км²                 | 23,36   |
| Население микрорегиона в % к населению штата | Население микрорегиона в % к населению штата | Население микрорегиона в % к населению штата | Население микрорегиона в % к населению штата | 3,62    |

## Статистика
- Валовой внутренний продукт на 2003 год составляет 3 200 625 869,00 реалов (данные: Бразильский институт географии и статистики).
- Валовой внутренний продукт на душу населения на 2003 год составляет 8505,92 реалов (данные: Бразильский институт географии и статистики).
- Индекс развития человеческого потенциала на 2000 год составляет 0,739 (данные: Программа развития ООН).

## Состав микрорегиона
В составе микрорегиона включены следующие муниципалитеты:
1. Кампина-ду-Симан
2. Кандой
3. Кантагалу
4. Эспиган-Алту-ду-Игуасу
5. Фос-ду-Жордан
6. Гойошин
7. Гуарапуава
8. Инасиу-Мартинс
9. Ларанжейрас-ду-Сул
10. Маркинью
11. Нова-Ларанжейрас
12. Пиньян
13. Порту-Баррейру
14. Кедас-ду-Игуасу
15. Резерва-ду-Игуасу
16. Риу-Бониту-ду-Игуасу
17. Турву
18. Вирмонд